# Distretto di Novoazovs'k
Il distretto di Novoazovs'k (in ucraino Новоазовський район?) era un distretto dell'Ucraina, situato nell'oblast' di Donec'k. Il suo capoluogo era Novoazovs'k.
È stato soppresso con la riforma amministrativa del 2020.